# Jordan Thorniley
Jordan Thorniley, né le 24 novembre 1996 à Warrington, est un footballeur anglais qui évolue au poste de défenseur à Northampton Town.

## Biographie
Formé au centre de formation d'Everton, Thorniley doit d'abord faire ses gammes pendant une saison à Stockport County en National League North (sixième division).
Le 2 juillet 2016, il rejoint le club de Sheffield Wednesday, équipe évoluant en Championship.
Le 1er janvier 2020, il rejoint Blackpool.
Le 1er août 2021, il est prêté à Oxford United.

## Palmarès
- Champion d'Angleterre de League Two (D4) en 2018 avec Accrington Stanley